# Team17

Team17 Software — приватна компанія, яка займається розробкою відеоігор. Засновником Team17 є колишні співробітники 17 Bit Software і Amiga PD/Demo user-group. Компанія в даний час базується в Західному Йоркширі, Велика Британія. Найбільш відомими і популярними іграми компанії є серія ігор «Worms», але фірма створила й інші ігри, а саме Superfrog і серію ігор Alien Breed. Більшість їх ранніх релізів було призначено для домашніх персональних комп'ютерів Amiga. Також компанія має свою торгову марку та свої особливості в іграх, такі як гладка прокрутка (англ. smooth scrolling) і деталізовані піксельні картинки (англ. detailed cartoonish pixel art). Тепер компанія створює проекти для PC Windows і всіх популярних ігрових консолей.

## Історія
Все почалося з видавництва 17-Bit Software, яке відділилося від Microbyte в 1987 році, воно спеціалізувалося на категоризації, виробництві та видавництві ігор для Amiga.
У 1990 році компанія 17-Bit Software стала самостійною компанією. Заснувавши «Team17» (комбінація Team і 17-Bit, як назвав себе один із співробітників «Team7n», під час розробки «Miami Chase» для Codemasters), вони розробили і видали Full Contact для Amiga. Співробітники компанії прагнули розробляти якісні ігри, які не були б портами інших ігор для Atari ST; вони хотіли, щоб їхні ігри мали якісний геймплей та гарну графіку й щоб вони були одними з найкращих ігор у жанрі Beat 'em up. Компанія продовжувала виробляти багато ігор, майже всі з яких були оцінені як класика більшістю журналістів відеоігор (попри деякі розбіжності з Amiga Power). Відомі ігри: Alien Breed, Assassin, Project-X і Body Blows для Amiga, які вийшли на початку дев'яностих років. Team17 також видавала ігри у Великій Британії від інших розробників, таких як AUDIOS і Eclipse UK.
У 1995 році Team17 уклала угоду з Ocean Software суть якої в тому, що Ocean Software видаватиме їх ігри по всьому світу. Перша гра, яку опублікували Ocean Software, була Alien Breed 3D для систем Amiga і Amiga CD32. Другою Worms 1, яка стала найуспішнішою грою Team17; гра була випущена в кінці 1995 року і на початку 1996 для Amiga, PC MS-DOS, Apple Macintosh, PlayStation, Super Nintendo, Game Boy, Atari Jaguar, Sega Mega Drive та Sega Saturn; також була запланована версія для ігрової приставки Virtual Boy, але вона була скасована через низьку популярність платформи. Проєкт «Worms» перевершив в ціні FIFA і Tomb Raider, попри свою двовимірну графіку, вона стала хітом №1, отримавши багато нагород. Team17 не розробляла ігри для всі платформ; фактично, вони відповідали тільки за версії для Amiga, PC, PlayStation, Mac, Jaguar і Saturn — на то час найпопулярніші ігрові платформи. Всі інші 8/16-розрядні ігрові приставки були розробленні компанією East Point Software, яка в минулому виробляла ігри під PC і Amiga.
Від видання Worms, франшиза стала дуже популярною, продажі склали понад 12 мільйонів копій по всьому світу. Цей успіх вплинув на рішення перестати створювати проєкти для платформи Amiga, яка в той час вже почала втрачати популярність. Гра Worms: The Director's Cut стала прощальним ексклюзивом для Amiga. Далі Team17 зосередилася на ринку PC, випустивши такі ігри: Nightlong: Union City Conspiracy, Phoenix і Addiction Pinball, хоча вони також випускали виключно ігри для консолей, наприклад: X2.
У 2003 році Team17 видала Worms 3D для PC, PlayStation 2, Xbox і GameCube — перша гра в серії, яка була тривимірна. Її сильно розкритикували. В основному критикували те, що в зв'язку з переходом на тривимірну графіку змінився та ускладнився геймплей, пропали деякі особливості гри, які були в двовимірній версії. У листопаді 2004 року Team17 випустила Worms Forts: Under Siege, в який був ґрунтовно змінений класичний аркадний геймплей. У сторону «Worms Forts: Under Siege» було ще більше критики ніж до попередньої частини. Team17 врахували критику і 29 липня 2005 року видала Worms 4: Mayhem для PC, PlayStation 2 і Xbox, в якій була покращена графіка та був повернутий класичний геймплей.
У 2006 році компанія випустила Worms: Open Warfare для Nintendo DS і PSP, а також новий порт для PSP — Lemmings (гра, спочатку розроблена в DMA Design). Чутки про нову гру з серії Army Men, яка спочатку розроблялася компанією The 3DO Company, з'явилися коли колишній композитор Team17 Бьорн Ленн (англ. Bjorn Lynne) згадав назву гри у вересні 2005 року на своєму вебсайті на сторінці Credits [Архівовано 5 серпня 2016 у Wayback Machine.]. Згодом чутки підтвердили, а гра Army Men: Major Malfunction була видана у 2006 році компанією Global Star.
У 2007 році Team17 видала версію Worms для Xbox Live, яка була в основному була портом Worms Open Warfare з DLC і підтримкою мережевого режиму. Також у 2007 році випустили Worms Open Warfare 2 для PSP і DS.

### Конфлікт з Amiga Power
Протягом деякого часу компанія Team17 ворогувала з Amiga Power — ігровим журналом Amiga. У Amiga Power була політика ставити середнім іграм оцінку 50% (50%, оскільки ця оцінка лежить на півдорозі між 0 і 100), замість 73%, щоб розробники ігор були задоволені. Попри хороші огляди до таких ігор як Alien Breed, Team17 розглядала політику журналу ворожо — в гру Alien Breed був впроваджений чит-код, після введення якого гравець міг побачити приховане повідомлення, у якому критикувалася політика оглядів Amiga Power. Головні персонажі в іграх Arcade Pool,
F17 Challenge і Kingpin: Arcade Sports Bowling на найлегших рівнях складності були названі в честь різних співробітників Amiga Power. До цього всього, працівник Team17 зробив заяву про хабарництво та корупцію співробітників Amiga Power у французькому журналі Amiga Concept. Ніяких виправдань з приводу цієї заяви не було.
У 1995 році, Amiga Power надрукувала негативні огляди на гри Kingpin (з оцінкою 47%), і ATR - Kingpin (з оцінкою 38%). У відповідь Team17 хотіла подати в суд на журнал з позовом «брехня про наші ігри». Team17 стверджувала, автор написаного огляду на гру Kingpin був дуже поганим гравцем, і що огляд для гри ATR — Kingpin робився в стилі «немає уявлення про гравітацію, яка має бути в гоночних іграх». Фактично, ніякого юридичного судового процесу ніколи не було зареєстровано, а був тільки обмін репліками між Team17 і Amiga Power.
Team17 додала своє ім'я в список компаній, які більше не посилали копії своїх ігор ігровим журналам, в зв'язку з конфліктом з Amiga Power; тепер кожен журнал який хотів написати огляд про гру мав купити ліцензійну копію гри після виходу. Більшість ігор, які вийшли після Kingpin отримували хороші оцінки в оглядах. Worms набрали бал — 60%. Середня оцінка ігор Team17, огляд якої робився журналом Amiga Power становила 73%.
Після цієї історії Team17 почала вимагати у інших журналів Amiga холдингу Future Publishing підписати договір про те що при жодних умовах вони не ділитимуться своїми оглядами ігор з Amiga Power.
Головні редактори журналу Amiga Power заявили, що редактори журналу, роблять спробу відновити зв'язок з Team17. До цього конфлікту був укладений договір між Amiga Power і творчим директором Team17, Мартіном Брауном (англ. Martyn Brown) який обіймав важливу посаду в компанії. Ворожнеча тривала до тих пір поки журнал Amiga Power не розформували і об'єднаний з групою Amiga Power's Usenet.

## Спільнота
Через популярність серії ігор Worms та інших ігор, створених Team17, у компанії сформувалася велика кількість шанувальників. Багато з фанів збираються на їх офіційному форумі.
Деякі люди на офіційному форумі компанії думають, що Team17 заробляє гроші лише для того, щоб витрачати їх на пиво. Колись було багато жартів про штат співробітників Team17 і їх надмірне вживання пива, які писали в офіційному розділі форуму який називався «Сад Пива»(англ. Beer Garden) (приблизно від 1999 року). Також одного із співробітників Team17 — Мартіна Брауна (англ. Martyn Brown) до 2005 року на форумах називали «Пивним пияком» (англ. Beer Guzzler). Пізніше Мартін Браун на своєму форумі і на своєму блозі заявив що він з 2006 року не вживає пиво в зв'язку з діабетом.
У лютому 2004 року, невелика група фанатів створила фан-сайт Team17, який назвала Dream17. Після цього компанія дала дозвіл Dream17 зробити каталог Amiga ігор (Amiga back-catalog), доступних для безкоштовного розповсюдження через інтернет і на образах дисків ADF і IPF.
Крім того, музичний гурт з Йоркширу Mighty Evan випустив пародію на пісню «Wormsong», написану Бьорном Ленном (англ. Bjorn Lynne) і назвали її «Балада Боггі Б» (англ. «The Ballad Of Boggy B»).